# Émile Copfermann
Émile Copfermann, né le 3 juillet 1931 à Paris 4e et mort à Paris 12e le 5 avril 1999, est un écrivain, critique dramatique et éditeur français.

## Biographie
Le 24 septembre 1942, les parents d'Émile Copfermann sont arrêtés et déportés. Ils meurent à Auschwitz. Jusqu'en 1944, il vit à la campagne, chez une tante. Il connaît par la suite les orphelinats, foyers, auberges de jeunesse et centre d'entraînement aux méthodes d'éducation active. En 1963, il devient secrétaire de rédaction de la revue Partisans, éditée par les éditions Maspero dont il devient, l'année suivante, le directeur éditorial.
Il fonde, avec Bernard Dort et Françoise Kourilsky, la revue Travail théâtral, qu'il dirige de 1970 à 1979.
Il est par ailleurs, jusqu'en 1972, chargé de la critique dramatique au sein des Lettres françaises.
En 1978, il quitte les éditions Maspero et devient éditeur chez Hachette puis dirige, en 1990, le secteur « documents », aux éditions Ramsay.

## Œuvres
- Marionnettes, jeux et constructions, édition du Scarabée, 1960.
- La Génération des blousons noirs, éditions Maspero, 1962.
- Le Théâtre populaire, pourquoi ?, éd. Maspero, 1965.
- Problèmes de la jeunesse, éd. Maspero, 1967.
- Planchon, éd. La Cité, 1969.
- La Mise en crise théâtrale, éd. Maspero, 1972.
- Le Petit homme de la jeunesse a cassé son lacet de soulier, éd. Maspero, 1975.
- Vers un théâtre différent, éd. Maspero, 1976.
- Les Patries buissonnières, éditions L'Âge d'Homme, 1982.
- Mélodie, éd. L'Âge d'Homme, 1983.
- Pêcheurs d'ombres, éditions Ramsay, 1984.
- L'Arpenteuse, éd. Ramsay, 1986.
- L'Exposition de 1989, éd. Ramsay, 1988.
- Le Grand magasin de Monsieur Fourier, éditions Seghers, 1990.
- Schmildrake s'en va en guerre, éd. L'Âge d'Homme, 1995.
- Dès les premiers jours de l'automne, Gallimard, 1997.
- Conversations avec Antoine Vitez, P.O.L, 1999.